# بتیا
بتیا (به عربی: بتیا) یک روستا در سوریه است که در ناحیه سلقین واقع شده‌است. بتیا ۶۸۳ نفر جمعیت دارد.